# Wals-Siezenheim
Wals-Siezenheim ist eine Gemeinde im Bezirk Salzburg-Umgebung im Land Salzburg in Österreich und trägt mit 14.413 Einwohnern (Stand 1. Jänner 2025) den Titel „größtes Dorf Österreichs“, da sie die einwohnerreichste nicht zur Markt- oder Stadtgemeinde erhobene Gemeinde in Österreich ist. 1948 wurde die bisherige Gemeinde Siezenheim in Wals-Siezenheim umbenannt. Im selben Jahr fand die Verleihung des Wappens statt. Die Einwohnerzahl stieg im Zeitraum von 1947 bis 2001 von etwa 1.000 auf etwa 11.000. Die Ortschaft Wals war früher schon Teil der damals eigenständigen Gemeinde Siezenheim, zu der auch Liefering und ein großer Teil Taxhams (heute bei der Stadt Salzburg) gehörten.

## Geografie
Die Gemeinde liegt im Flachgau im Land Salzburg, sie befindet sich westlich der Landeshauptstadt Salzburg. Annähernd das gesamte Gemeindegebiet kann zum Stadtgebiet Salzburgs gezählt werden, Eingemeindungen sind aber – wegen der zunehmenden Rolle der überkommunalen Raumordnung in Österreich – bis jetzt nicht umgesetzt worden. Nur relativ unbesiedelte Teile der beiden einstigen Gemeinden wurden nach Salzburg eingemeindet, so dass es heute in der Stadt Salzburg die Katastralgemeinden Wals II und Siezenheim II, und in Wals-Siezenheim Liefering I gibt. Wals wird aufgrund seiner Lage zwischen Stadt und Staatsgrenze auch als Speckgürtelgemeinde bezeichnet.

### Gemeindegliederung
Das Gemeindegebiet umfasst folgende 10 Ortschaften (in Klammern Einwohnerzahl Stand 1. Jänner 2025):
- Gois (621)
- Himmelreich (1546)
- Käferheim (551)
- Kleßheim (46)
- Schwarzenbergkaserne (14)
- Siezenheim (3212)
- Viehhausen (2425) samt Eichetsiedlung, Glansiedlung, Haberlander, Laschensky, Moossiedlung, Schaffhauser, Schweizersiedlung und Viehhausen-Zerstreute Siedlung
- Wals (3867)
- Walserberg (1058)
- Walserfeld (1073)

Die Gemeinde besteht aus den Katastralgemeinden Gois, Liefering I, Siezenheim I und Wals I.
Wals-Siezenheim ist heute eng mit der Stadt Salzburg verbunden, gehört zum Regionalverband Salzburg und Umgebung und fällt auch unter den im Salzburger Landesentwicklungsplan weiter gefassten Begriff Salzburger Zentralraum (entspricht der Stadtregion Salzburg der Statistik Austria, SR040).
Einen Konflikt mit der Stadt gibt es seit jüngerem um das pyrotechnische Lager im ehemaligen Bundesheer-Munitionsdepot Gois, das wegen seiner Größe unter die Seveso II-Richtlinien fällt. Es liegt in der Gemeinde Wals-Siezenheim, aufgrund der klimatischen Verhältnisse würden Folgen bei einem Unglück aber in erster Linie Salzburg betreffen.

### Nachbargemeinden
| Freilassing (Lkr. Berchtesgd.Ld., BY, DE)                                          |                                             |                          |
| Ainring (Lkr. Berchtesgd.Ld., BY, DE)                                              | Kompassrose, die auf Nachbargemeinden zeigt | Salzburg (Statutarstadt) |
| Piding (Lkr. Berchtesgd.Ld., BY, DE) Bad Reichenhall (Lkr. Berchtesgd.Ld., BY, DE) | Großgmain                                   | Grödig                   |

### Klima
|                        | Jan  | Feb  | Mär  | Apr  | Mai  | Jun  | Jul  | Aug  | Sep  | Okt  | Nov | Dez  |   |      |
| Mittl. Temperatur (°C) | −1,2 | 0,4  | 4,7  | 8,8  | 13,6 | 16,7 | 18,3 | 17,9 | 14,3 | 9,3  | 3,8 | 0,0  | ⌀ | 8,9  |
| Mittl. Tagesmax. (°C)  | 2,8  | 5,0  | 10,1 | 14,6 | 19,6 | 22,6 | 24,4 | 23,8 | 20,2 | 14,5 | 7,5 | 3,4  | ⌀ | 14,1 |
| Mittl. Tagesmin. (°C)  | −5,1 | −4,1 | −0,6 | 3,1  | 7,6  | 10,8 | 12,3 | 12,0 | 8,5  | 4,2  | 0,2 | −3,4 | ⌀ | 3,8  |
|                        |      |      |      |      |      |      |      |      |      |      |     |      |   |      |
| Niederschlag (mm)      | 64   | 60   | 74   | 86   | 116  | 156  | 155  | 141  | 93   | 74   | 77  | 74   | Σ | 1170 |

| −5,1 |

| −4,1 |

| −0,6 |

| 3,1 |

| 7,6 |

| 10,8 |

| 12,3 |

| 12,0 |

| 8,5 |

| 4,2 |

| 0,2 |

| −3,4 |

| −5,1 |

| −4,1 |

| −0,6 |

| 3,1 |

| 7,6 |

| 10,8 |

| 12,3 |

| 12,0 |

| 8,5 |

| 4,2 |

| 0,2 |

| −3,4 |

## Geschichte
Siezenheim besteht wohl schon seit der Römerzeit und erhielt seinen Namen vermutlich durch einen romanischen Adeligen namens Sizo, der auf dem Gebiet des heutigen Schlosses Kleßheim seinen Sitz hatte. Das älteste christliche Kulturdenkmal ist ein Steinkreuz, das man in der Pfarrkirche Siezenheim besichtigen kann. Der Ortschronist Franz Müller (1976) datierte es sogar bis ins Jahr der Ungarneinfälle um 926 zurück.
Während andere Orte in der Umgebung sehr früh wegen Schenkungen an den Salzburger Bischof erwähnt werden, wird Siezenheim in den Notitia Arnonis von 788/790 nicht genannt. Dagegen wird Wals (Walahowis) als eine der dreiundsechzig Eigenkirchen der Salzburger Erzbischöfe aufgeführt. Im Jahr 927 findet man die erste Erwähnung Siezenheims, als der Diakon Reginold dem Erzbischof Adalbert II. von Salzburg seinen Besitz bei Fridolfing gegen eine Hube in Suozinheim und eine weitere bei Eitelsberg bei Lamprechtshausen eintauscht. Im 12. Jahrhundert wird Wals der Pfarre Siezenheim unterstellt und diese wurde wiederum dem Salzburger Domkapitel inkorporiert. Die heutige katholische Pfarrkirche von Siezenheim wurde 1506 auf dem Areal der um 1500 abgebrannten romanischen Vorgängerkirche (erbaut um 1281) gebaut.
Die Schlacht am Walserfeld bei Wals-Siezenheim (auch Schlacht bei Salzburg) war eine Schlacht im Zweiten Koalitionskrieg (Ersten napoleonischen Krieg) vom 12. bis 14. Dezember 1800.
→ Denkmal zur Schlacht am Walserfeld
Wals und Siezenheim gehörten bis 1803 zum Pfleggericht Staufeneck des Erzstifts Salzburg. Dann wurde das Erzstift Salzburg durch den Reichsdeputationshauptschluss in ein säkularisiertes Kurfürstentum umgewandelt. 1805 wurde Salzburg zusammen mit Berchtesgaden im Frieden von Pressburg dem neuen Kaisertum Österreich zugeschlagen und 1810 an das Königreich Bayern angegliedert. 1816 kam das Gebiet durch den Vertrag von München endgültig zu Österreich.
Die Ortschaft Wals wurde Teil der damals eigenständigen Gemeinde Siezenheim. Der Bau der Volksschule 1906 war eine Schenkung von Erzherzog Ludwig Viktor. Zur Zeit des Anschlusses Österreichs an Hitler-Deutschland löste die NS-Verwaltung aus der Gemeinde Siezenheim die heutigen Stadtteile Liefering und Taxham heraus, um sie der Stadt Salzburg anzugliedern.
Die Gründung der Doppelgemeinde erfolgte 1948 aus den Ortschaften Wals und Siezenheim. Auch das Wappen wurde in diesem Jahr verliehen.

## Politik

### Gemeinderat
| Gemeinderatswahl 2024Wahlbeteiligung: 63,6 % 706050403020100 56,0 % (−5,9 %p)11,5 % (−0,2 %p)10,9 % (−2,0 %p)10,4 % (−2,0 %p)8,8 % (n. k. %p)2,5 % (n. k. %p)n. k. % (−1,0 %p) ÖVPFPÖNBLSPÖKPÖMFGFPS20192024 |

Die Gemeindevertretung hat insgesamt 25 Mitglieder.
- Mit den Gemeindevertretungs- und Bürgermeisterwahlen in Salzburg 2004 hatte die Gemeindevertretung folgende Verteilung: 15 ÖVP, 6 SPÖ, 3 ÜBL – Überparteiliche Bürgerliste, und 1 FPÖ.
- Mit den Gemeindevertretungs- und Bürgermeisterwahlen in Salzburg 2009 hatte die Gemeindevertretung folgende Verteilung: 16 ÖVP, 5 SPÖ, 2 Grüne, und 2 FPÖ.[4]
- Mit den Gemeindevertretungs- und Bürgermeisterwahlen in Salzburg 2014 hatte die Gemeindevertretung folgende Verteilung: 15 ÖVP, 4 FPÖ, 3 SPÖ, und 3 Grüne.[5]
- Mit den Gemeindevertretungs- und Bürgermeisterwahlen in Salzburg 2019 hatte die Gemeindevertretung folgende Verteilung: 16 ÖVP, 3 GRÜBL, 3 SPÖ, und 3 FPÖ.[6]
- Mit den Gemeindevertretungs- und Bürgermeisterwahlen in Salzburg 2024 hat die Gemeindevertretung folgende Verteilung: 15 ÖVP, 3 NBL, 3 FPÖ, 2 KPÖ und 2 SPÖ.[7]

### Bürgermeister
- 1947–1972 Franz Brötzner (ÖVP)[8]
- 1972–1982 Josef Koch (ÖVP)[9]
- 1982–2013 Ludwig Bieringer (ÖVP)[10]
- 2013–2023 Joachim Maislinger (ÖVP)[11]
- seit 2023 Andreas Hasenöhrl (ÖVP)[12]

### Wappen
Das Wappen der Gemeinde ist beschrieben (blasoniert):
In Blau ein langgestreckter weißer Berg (Untersberg) und davor auf grünem Boden ein natürlicher, grüner, gelbbefruchteter Birnbaum.
Der Berg ist der Untersberg (das ist so im Wortlaut der Blasonierung angegeben), der Birnbaum ist der historische Walser Birnbaum.

## Kultur und Sehenswürdigkeiten
- Schloss Kleßheim

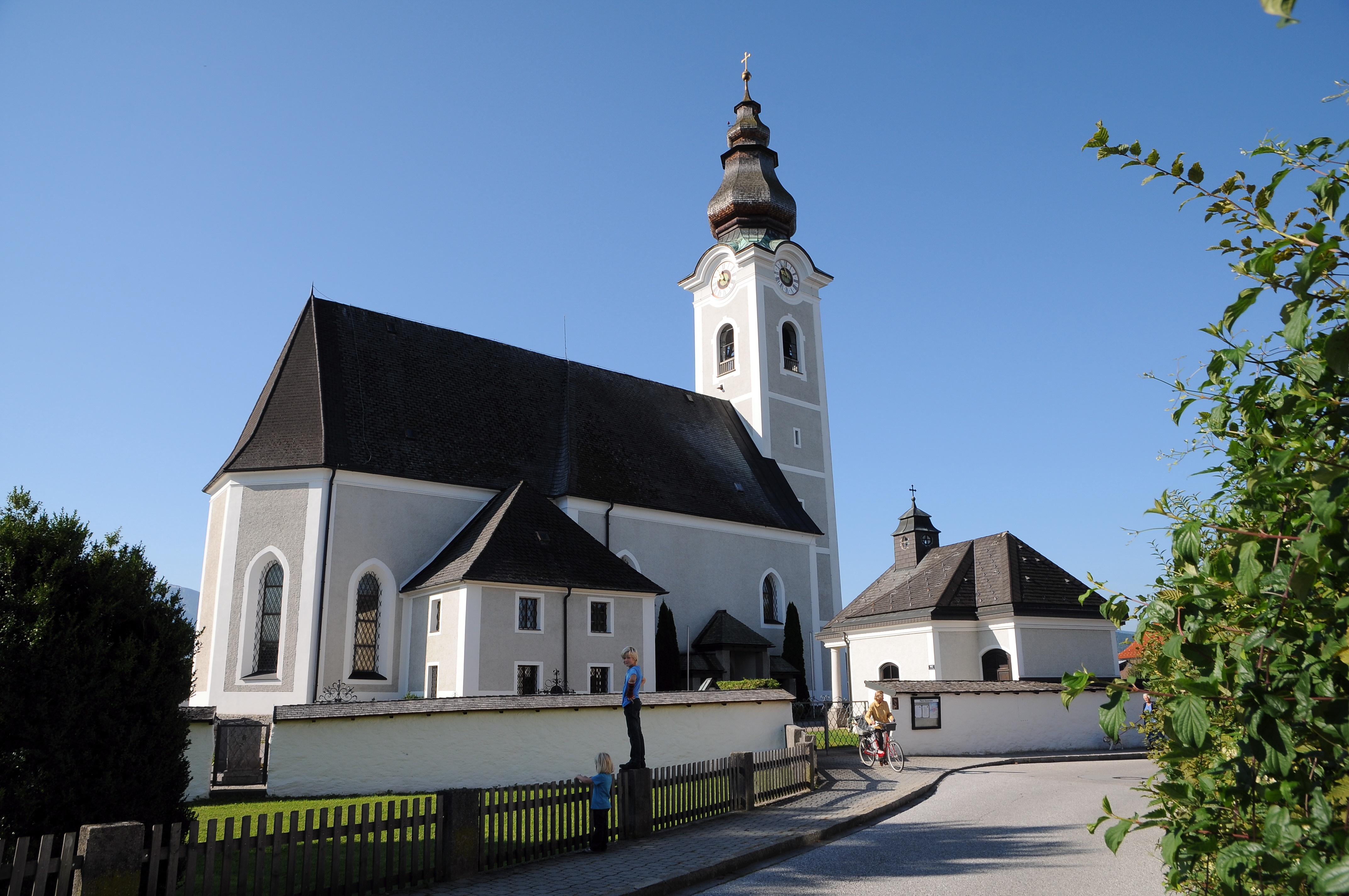
Pfarrkirche Siezenheim

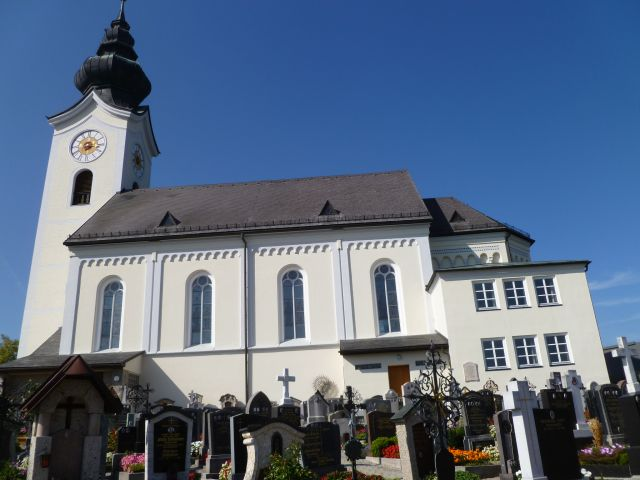
Pfarrkirche Wals

- Katholische Pfarrkirche Siezenheim Mariä Geburt
- Katholische Pfarrkirche Wals hl. Georg
- Kath. Filialkirche zum heiligen Jakobus dem Älteren in Gois
- Kapelle zur Heiligsten Dreifaltigkeit in Viehhausen
- Römische Villa Loig
- Denkmal zur Schlacht am Walserfeld bei Gois
- Siehe auch: Verzeichnis aller Kleindenkmäler der Pfarrei Wals[14]
- Durch den Diebstahl einer Birne bekannt wurde die Bronzeskulptur des Birnbaums im Kreisverkehr an der Bundesstraße B1 und Autobahnabfahrt Salzburg-West.[15]

### Natur
- Birnbaum auf dem Walserfeld
- Autobahnsee (Wals) – der 8 ha große Moorsee im Ortsteil Viehhausen, im Nordosten des Autobahndreiecks Salzburg, ist Relikt des Schotterabbaus zum Bau der Autobahn (grob um 1940), heute genutzt zum Fischen und Schwimmen, Seerosenbewuchs. Der See ist in Privatbesitz und wird vom Pächter Heeressportverein Wals, Sektion Sportfischen bewirtschaftet.[16][17]

### Sport
- Mit dem Fußball-Bundesligisten FC Red Bull Salzburg trägt der zurzeit erfolgreichste Salzburger Fußballverein seine Heimspiele in der Red Bull Arena am Salzburger Stadtrand aus. Diese 30.000 Zuschauer fassende Arena ist auch Spielstätte der Fußball-Europameisterschaft 2008 gewesen. Zu dieser Zeit trug es jedoch den Namen EM-Stadion Wals-Siezenheim.
- Der AC Wals ist ein Ringerverein. Die Sportler des Vereins kämpfen seit vielen Jahren um den Österreichischen Meistertitel mit.
- Eisstockverein Wals (EV Wals), großer Winter- und Sommerhalle (8 Bahnen)

### Religion
Die Gemeinde hat heute zwei eigene katholische Pfarren, Wals und Siezenheim (welche beide auch kleinere Gebiete in der Stadt betreuen), die Seelsorgestelle Walserfeld, während die südlichen Gebiete von Salzburg-St. Vitalis betreut werden. Alle diese Einrichtungen gehören zum Dekanat Bergheim (Pfarrverband 5 Großgmain – Salzburg-St. Vitalis – Siezenheim – Wals – Walserfeld).

## Wirtschaft und Infrastruktur
- Airportcenter: Das Einkaufszentrum in Himmelreich war – bis Juni 2006 – das zweitgrößte Einkaufszentrum bzw. Gewerbeansammlung in der Agglomeration Salzburg. Im September 2009 wurde ein neues Factory-Outlet-Center fertiggestellt.
- Designer Outlet Center[18]
- dm drogerie markt GmbH
- ERA Elektrotechnik Ramsauer, Anbieter von Schaltschränken und fertig verdrahteten Elektroverteilern in Österreich.[19] Im Werk in Wals bei Salzburg produzieren über 275 Mitarbeiter neben Elektroverteilern auch Gehäuse und Systemteile.[20]
- Kaindl Flooring GmbH
- Miele Ges.m.b.H. Zentrale Salzburg
- Österreichische Post AG Logistikzentrum 5000
- Das Porsche Teilevertriebszentrum besorgt die Ersatzteilbereitstellung der Marken Volkswagen, Audi, Seat, Škoda Auto und Porsche neben Österreich für sieben weiteren Staaten: Slowenien, Kroatien, Tschechien, Slowakei, Ungarn, Rumänien und die Republik Moldau.[21]
- Die Schwarzenbergkaserne in Siezenheim ist die größte Kaserne des österreichischen Bundesheeres und eine der größten in Mitteleuropa.
- Servus TV

### Verkehr
- Flugverkehr: Der Flughafen Salzburg in Maxglan ist, an Passagierzahlen gemessen, der zweitgrößte Flughafen Österreichs und grenzt direkt an den Ortsteil Himmelreich an.
- Bahn: Knapp außerhalb der Gemeinde befindet sich der Bahnhof Salzburg Taxham Europark.
- Bus: Wals wird von den Linien 1 (EM Stadion), 2 (Flughafen, Walserfeld) und 10 (Flughafen, Outletcenter) des Oberleitungsbus Salzburg bedient. Zusätzlich verkehren die städtischen Autobuslinien 27 (Viehhausen, Flughafen) und 28 (Siezenheim) sowie die Regionalbuslinien 142 und 150.
- Straße: Auf Walser Gemeindegebiet befindet sich auch der Knoten Salzburg, an dem sich die österreichischen Bundesautobahnen A1 Westautobahn nach Wien und Osteuropa, und die A10 Tauernautobahn nach Kärnten und Südosteuropa kreuzen. Die A1 bildet am Grenzübergang Walserberg (ehemaliger Grenzübergang Großer Walserberg) den Übergang zur deutschen Bundesautobahn 8 (Salzburg – München – Stuttgart).

## Persönlichkeiten

### Ehrenbürger der Gemeinde
- Georg Neumaier (1940–2008), Ökonomierat und langjähriger Vizebürgermeister der Gemeinde Wals-Siezenheim

### Söhne und Töchter der Gemeinde
- Josef Preis (* 1867 in Siezenheim (damals bei Liefering); † 1944 ebenda), ehemaliger Bürgermeister der Landeshauptstadt Salzburg 1919–1927 und ehemaliger Abgeordneter zum Salzburger Landtag
- Bartl Brötzner I (* 13. Februar 1928 in Wals; † 12. September 2015), österreichischer Ringer
- Franz Berger (* 24. Jänner 1940 in Wals), österreichischer Ringer
- Albert Berger (* 1943 in Wals), österreichischer Germanist, Hochschullehrer und -rektor
- Christian Haidinger (* 12. März 1944 in Wals-Siezenheim), Benediktiner, Abt des Stifts Altenburg und seit 2009 Abtpräses der Österreichischen Benediktinerkongregation
- Bartholomäus Brötzner II (* 20. Februar 1957 in Wals), österreichischer Ringer
- Georg Marchl (* 22. Jänner 1964 in Wals-Siezenheim), österreichischer Ringer
- Lothar Josef Riedl (* 26. April 1964 in Wals-Siezenheim), Fernsehproduzent
- Anton Marchl (* 19. März 1965 in Wals-Siezenheim), österreichischer Ringer
- Georg Neumaier (* 13. Februar 1966 in Wals-Siezenheim), österreichischer Ringer

### Personen mit Bezug zur Gemeinde
- Johann Georg Kajetan Egedacher, 1764 bis 1770 Pfarrer von Siezenheim[22] und Freund Leopold Mozarts[23]
- Ludwig Bieringer (* 1943), ehemaliger Bürgermeister der Gemeinde Wals-Siezenheim, ehemaliger Politiker (ÖVP)
- Ludwig Viktor von Österreich (1842–1919), Erzherzog, jüngster Sohn von Erzherzog Franz Karl von Österreich und jüngster Bruder des österreich-ungarischen Kaisers Franz Joseph I., in Kleßheim verstorben
- Karl Thurwieser (1789–1865), österreichischer Meteorologe, Alpinist und Theologe, Hilfspriester in Siezenheim
- Stefan Schnöll (* 1988), Politiker (ÖVP)